# Station Komańcza Letnisko
Station Komańcza Letnisko is een spoorwegstation in de Poolse plaats Komańcza.